# أغسطس شميدهوبر
أغسطس شميدهوبر (8 مايو 1901) - 19 فبراير 1947) كان SS- بريغيجاديه فوهرر فرقة المتطوعين الجبلية السابعة إس إس برينز يوجين من 20 يناير 1944 إلى 8 مايو 1945، وفرقة فافن الجبلية الحادية والعشرون اس اس سكاندربغ (الألبانية الأولى) من مايو 1944 فصاعدًا.
أثناء الحرب الأمنية في كوسوفو، أصدر شميدهوبر أوامر بقتل السجناء وحرق القرى. أدين بارتكاب جرائم حرب في يوغوسلافيا، وأُعدم في 19 فبراير 1947 في بلغراد.

## وظيفة مبكرة
ولد أغسطس شميدهوبر في أوغسبورغ، بافاريا، وهو ابن مسؤول حكومي صغير. بعد الانتهاء من التدريب العسكري الأساسي في الرايخوير في أولم في عام 1919، اشترك في الخدمة العسكرية لمدة 12 عامًا في 5 مايو. تم تعيينه مبدئيًا في فوج Schützen ( فوج البندقية) رقم 42. من 16 يونيو 1919 حتى بداية شهر أكتوبر، عمل شميدهوبر مع السرية التاسعة من فوجه، ثم قضى ما يقرب من عام في 3 سريات.
في الوقت نفسه، ابتداء من مايو 1919 إلى منتصف يونيو، أنضم أيضا إلى صفوف فرايكوربس تحت إمرة الرائد فرانز ريتر فون إب. ثم نُقل شميدهوبر إلى فوجبيرجس-ياجير-فوج (صيادو الجبال) رقم 19 وفي 1 أكتوبر 1922 تم تعيينه في رتبة جيفريتر (خاص). بقي في الجيش الألماني النظامي حتى 4 مايو 1931، عندما غادره برتية أوبرفيلدفيبل.
بعد مغادرته للجيش، أصبح ناشطًا في السياسة في بافاريا، وانضم إلى حزب بايريش فولكس بارتي (حزب الشعب البافاري). خلال الانتخابات الرئاسية، ترشح لمنطقة لينداو لكنه لم يفز. ثم انضم إلى الحزب النازي وفي 16 يوليو 1933 دخل في كتيبة العاصفة، وفيها، كان جزءًا من SA Gruppe Hochland، وشغل أولاً منصب نائب مدير مدارس كتيبة اعاصفة في المنطقة، ثم أيضًا بعد ذلك كمدير. كان شميدهوبر عضوا في قيادة تدريب كتيبة العاصفة.

## عمله في الإس إس
في مايو 1935، انضم شميدهوبر إلى شوتزشتافل حيث تم تعيينه برتية إس إس اوبرستورموهر وتم ربطه مباشرة بـ إس إس-فافوغن شتوبر. في البداية، قاد الفصيل السابع من SS-1 Standarte وقاد القوات هناك حتى أوائل فبراير 1936، عندما تم نقله إلى فوج جيرمانيا إس إس. هنا قاد السرية الأولى حتى 1 مايو 1936. في 13 سبتمبر 1936 تمت ترقيته إلى إس إس-هوبتستثرمفهرر. بقي هناك حتى منتصف نوفمبر 1937.
في 30 يناير 1939 تمت ترقيته إلى رتبة إس إس-قائد وحدة الاعتداء وتولى قيادة فوج إس إس جيرمانيا الأول. في 21 يونيو 1941 تمت ترقيته إلى إس إس-أوبرستورمبرانفيرر وبعد ذلك بعام أصبح قائد SS-Freiwilligen-Gebirgsjäger-Regiment 14 "Skanderberg" التابعة للفرقة المتطوعين الجبلية السابعة إس إٍس برينز يوجين. في 20 أبريل 1943، تمت ترقية شميدهوبر إلى إس إس-شتاندارتن فوهرر، ومن 17 أبريل 1944 حتى 20 يناير 1945، شغل منصب قائد فرقة فافن الجبلية الحادية والعشرون اس اس سكاندربغ (الألبانية الأولى). في 21 يونيو 1944 تمت ترقيته إلى إس إس-أوبرفورر.
بعد الإخلاء الألماني لألبانيا، حل شميدهوبر محل SS- Brigadeführer Otto Kumm كقائد لبقايا فرقة المتطوعين الجبلية السابعة إس إس برينز يوجين حتى 8 مايو 1945.
حكمت محكمة العسكرية الثالثة تالابعة للجيش اليوغوسلافي على شميدهوبر بالإعدام شنقا لدوره في قتل المدنيين في يوغوسلافيا، وأُعدم في 19 فبراير 1947 في بلغراد. 

## الملخص الوظيفي
كانت رتبة شميدهوبر الأولى في الإس إس هي اوبرستورموهر اعتبارًا من مايو 1935؛ كانت أعلى رتبة وصل إليها هي بريغيجاديه فوهرر und Generalmajor der Waffen-SS اعتبارًا من يناير 1945. حصل شميدهوبر على الصليب الألماني في 3 أغسطس 1943. 

## قائمة المراجع
- تاريخ لجنة جرائم الحرب التابعة للأمم المتحدة وتطوير قوانين الحرب ص.   528 ، لجنة الأمم المتحدة لجرائم الحرب، لندن: HMSO ، 1948
- بيرند يورغن فيشر ، ألبانيا في الحرب، 1939-1945 (مطبعة جامعة بوردو، ويست لافاييت 1999) ، ISBN   1-55753-141-2 .
- برنارد كوميل، «دويتشلاند أوند ألبانيان، 1943-1944: Die Auswirkungen der Besetzung und innenpolitsiche Entwicklung des Landes.» الدكتوراه. diss. ، جامعة بوخوم، 1981.
- Lopičić، Đorđe (2009). NEMAČKI RATNI ZLOČINI 1941-1945, presude jugoslovenskih vojnih sudova. Beograd: Muzej žrtava genocida. ISBN:978-86-906329-8-5. مؤرشف من الأصل في 2019-05-31.  Lopičić، Đorđe (2009). NEMAČKI RATNI ZLOČINI 1941-1945, presude jugoslovenskih vojnih sudova. Beograd: Muzej žrtava genocida. ISBN:978-86-906329-8-5. مؤرشف من الأصل في 2019-05-31.  Lopičić، Đorđe (2009). NEMAČKI RATNI ZLOČINI 1941-1945, presude jugoslovenskih vojnih sudova. Beograd: Muzej žrtava genocida. ISBN:978-86-906329-8-5. مؤرشف من الأصل في 2019-05-31.
- Patzwall, Klaus D.; Scherzer, Veit (2001). Das Deutsche Kreuz 1941 – 1945 Geschichte und Inhaber Band II [The German Cross 1941 – 1945 History and Recipients Volume 2] (بالألمانية). Norderstedt, Germany: Verlag Klaus D. Patzwall. ISBN:978-3-931533-45-8.  Patzwall, Klaus D.; Scherzer, Veit (2001). Das Deutsche Kreuz 1941 – 1945 Geschichte und Inhaber Band II [The German Cross 1941 – 1945 History and Recipients Volume 2] (بالألمانية). Norderstedt, Germany: Verlag Klaus D. Patzwall. ISBN:978-3-931533-45-8.  Patzwall, Klaus D.; Scherzer, Veit (2001). Das Deutsche Kreuz 1941 – 1945 Geschichte und Inhaber Band II [The German Cross 1941 – 1945 History and Recipients Volume 2] (بالألمانية). Norderstedt, Germany: Verlag Klaus D. Patzwall. ISBN:978-3-931533-45-8.
- جورج هـ. شتاين، The Waffen-SS هتلر الحرس النخبة في الحرب (مطبعة جامعة كورنيل، إيثاكا 1966). (ردمك 0-8014-9275-0) ISBN

0-8014-9275-0